# Heinz Arnold
Heinz Arnold (ur. 12 lutego 1919 we Flöha, zm. 17 kwietnia 1945) – niemiecki as myśliwski z okresu II wojny światowej. Łącznie odniósł 49 zwycięstw powietrznych, w tym 7 latając na odrzutowym Messerschmitt Me 262.

## Życiorys
Wstąpił do Luftwaffe we wrześniu 1939, odbył szkolenie na technika w Kampffliegerschule w Tutow. Szkolenie lotnicze rozpoczął w styczniu 1940 w Flieger Ausbildungs Rgt. 12., a zaawansowany trening w Jagdfliegerschule 5 w drugiej połowie 1940.
Następnie został przydzielony do Jagdgeschwader 5 walczącego na Froncie Arktycznym. Zgłosił 42 zwycięstwa powietrzne w latach 1942-1944. Następnie został przeniesiony do 11 staffel JG 7, gdzie miał latać na Me 262. Tam oberfeldwebel Arnold zgłosił kolejnych 7 zwycięstw, w tym 5 czterosilnikowych bombowców, w marcu 1945.
Samolot Arnolda Me 262 A-1a W.Nr.500491 "Żółta 7" był uszkodzony, więc 17 kwietnia 1945 pilot wziął zapasowego Me 262A-1a w lot, z którego nie wrócił. Został zestrzelony w czasie walki powietrznej, prawdopodobnie przez myśliwce P-51 z USAAF.
Me 262 W.Nr.500491 noszący jego osobiste oznaczenia zwycięstw powietrznych znajduje się obecnie na wystawie w Smithsonian Institution, Waszyngton, USA.

## Odznaczenia
- Krzyż Żelazny II Klasy (III Rzesza)[2]
- Krzyż Żelazny I Klasy (III Rzesza)[2]
- Puchar Honorowy Luftwaffe (26 lipca 1944)[2]
- Złoty Krzyż Niemiecki (26 października 1944)[2]